# 知本國家森林遊樂區
22°41′55″N 121°00′34″E / 22.6986547°N 121.0095811°E

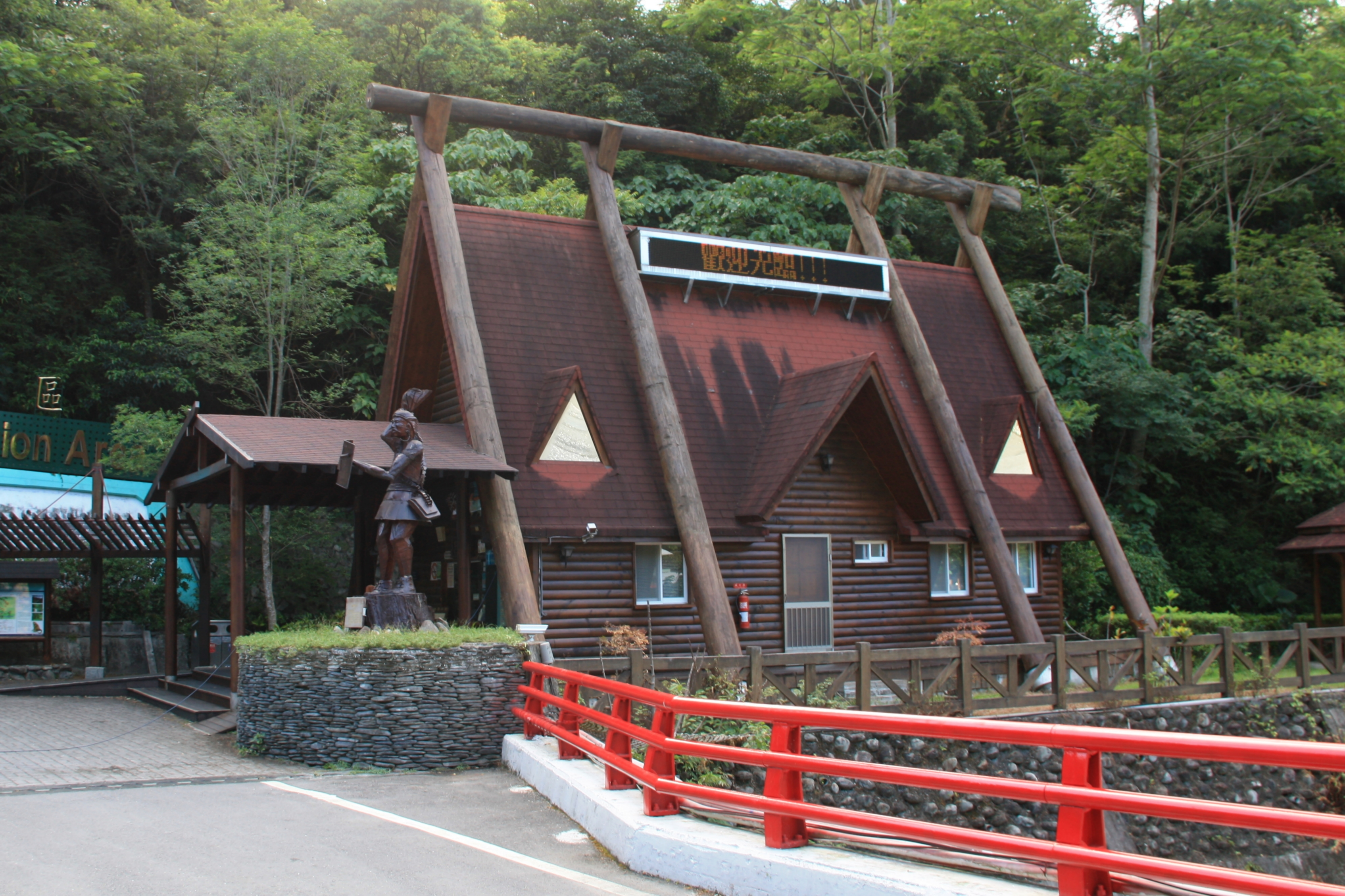
知本國家森林遊樂區入口

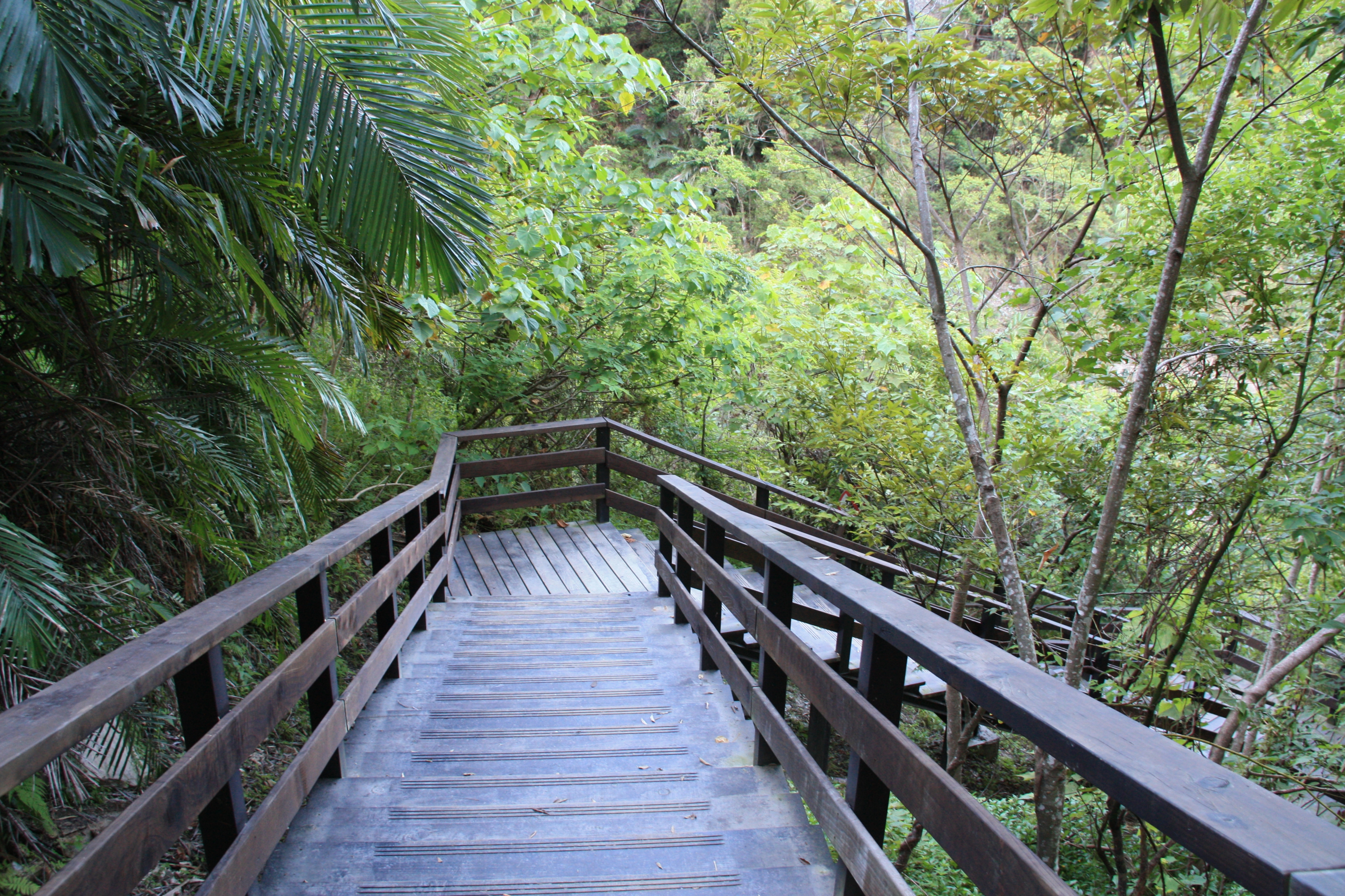
樹冠層高架木棧道

知本國家森林遊樂區，位於台灣台東縣卑南鄉溫泉村的一個國家森林遊樂區，並設有知本自然教育中心。
全區海拔高度約110至650公尺之間，全區面積約110.8公頃，是一片熱帶季風雨林。多樣的林業、鳥類及昆蟲物種，造就這片豐饒的生態教室。氣候溫暖濕潤，主要林木有白榕、臺灣蝴蝶蘭、酸藤，另有溪流、瀑布、藥用植物園區、吊橋等景觀。遊樂區以知本溪與知本溫泉飯店區相隔，是登山、健行、賞鳥、賞蝶及森林浴的好地方，亦為假日郊遊的好去處。

## 知本自然教育中心
農委會林務局為了推動環境教育，在其下轄的八個林區管理處分別設立了八個自然教育中心，知本自然教育中心是於2009年成立、林務局第七個自然教育中心，並於2012年通過行政院環保署的環境教育設施場所認證。

## 外部連結
- 知本國家森林遊樂區 - 台灣山林悠遊網 （页面存档备份，存于）
- 旅遊資訊 - 國家森林遊樂區 - 知本國家森林遊樂區 （页面存档备份，存于）
- 旅遊資訊 - 自然步道 - 知本國家森林遊樂區步道群
- 知本森林遊樂區 - 台東觀光旅遊網 （页面存档备份，存于）
- 知本國家森林遊樂區 – 卑南鄉公所全球資訊網 （页面存档备份，存于）
- 知本國家森林遊樂區 – 交通部觀光局 （页面存档备份，存于）
- 知本國家森林遊樂區 - 國家森林遊樂區 - 交通部中央氣象局 （页面存档备份，存于）
- 知本國家森林遊樂區-返璞歸真的Facebook專頁